# Alpheus galapagensis
Alpheus galapagensis is een garnalensoort uit de familie van de Alpheidae. De wetenschappelijke naam van de soort is voor het eerst geldig gepubliceerd in 1933 door Sivertsen.